# چارلز، کنت آلتن
چارلز، کنت آلتن (انگلیسی: Charles, Count Alten; ۲۱ اکتبر ۱۷۶۴ – ۲۰ آوریل ۱۸۴۰) فرد نظامی اهل آلمان بود. وی همچنین برندهٔ جوایزی همچون نشان حمام شده‌است.